# 邹永成
邹永成（1882年—1955年），字器之，男，湖南新化人，中華民國政治人物、鄒氏輿圖世家。

## 生平
邹永成生於湖南新化縣（今邵陽隆回縣）羅洪鄉人。曾祖父邹汉勋是曾国藩的幕僚，在庐州与江忠源一同被太平军殺害，追贈云骑都尉。伯父邹代钧，叔父邹代藩，都是参加戊戌變法的维新派。鄒永成少承家學，在家塾接受傳統教育。1897年，他听说伯父邹代钧同陈三立、梁启超等人在长沙开办时务学堂，前往长沙投考，已被錄取，因伯父阻止未能入學。1900年，參加唐才常的自立軍，被伯父勒令返回新化。這段時間，他结识了陈天华、周来苏、张斗枢、周叔川(辛铄)等人。1903年，前往武昌，在伯父邹代钧的舆地学会做事。1904年，返回長沙，進入体育学堂，参加华兴会。11月，奉黄兴之命，赴江西吉安与黎明望等组织「赣江堂」準備起義。後來事情敗露，返回長沙。1905年4月，邹永成去广西，协助郭人漳、蔡锷等在桂林办陆军随营学堂，宣传革命，筹谋起义，並参加同盟会。1909年，去南京，由熊希龄介绍到苏州第23混成协任管带。之后不久，東赴日本明治大学学习。
1911年，宋教仁、居正等在其寓所商议成立同盟会中部总会。回国后，其变卖祖产而在宝庆设立联络点，并与谢介僧、葛天保发动宝庆起义，成功后推举为副都督。焦达峰被杀后，离湘赴鄂，准备北伐。1912年4月20日，跳河自殺未遂，被渔民抢救。
“轰轰革命十余年，志灭胡儿着祖鞭。不料猿猴筋斗出，共和成梦我歸天。”。
同年夏，与詹大悲、宁调元共议讨袁，被发觉通缉。7月21日，在湖南以湘豫联军第三军军长名义，同蒋翔武、程子楷等督师岳州，往来于两湖之间，积极参与反袁的“二次革命”。后经谭延闿变节，逃至日本。12月，他约集亡命东京的湖南同志，在自家的寓所东京南町“三湘别墅”开会，商议讨袁事宜。会议决定成立“民义社”。推舉刘承烈为社长，邹永成为副社长兼财政部长，王道为总务部长，李武为军务部长。1914年7月，中華革命黨成立後，民義社併入中華革命黨，成为中华革命党湖南支部，孙中山本委派覃振担任中华革命党湖南支部长，而民义社成员却共举邹永成继续担任此职。
1915年冬，回湖南组织部队参加护国战争。1917年，任湖南督军署中将高等顾问。1918年，任湖南总司令部中将参议。1921年，升任广州大元帅府中将高等顾问，为中國國民黨第一次全國代表大會代表。1922年随孙中山避难上海。1923年，任广州大本营军政部高等顾问。1924年1月出席了国民党“一大”。1926年，参加北伐，任国民党革命军第六军中将参议及国民革命军总司令部参议。1927年，淡出政界。1930年，參與黨史編撰，任国民党党史委员会撰修委员。
1948年，邹永成从南京搬迁回湖南。他约集昔年革命战友，组织成立中国同盟会湖南联谊社于长沙，从事反蒋活动。
中华人民共和国成立后，出任湖南省军政委员会参议。1955年6月4日，在長沙居所去世，终年73岁，安葬于长沙南郊公墓。

## 著作
有《邹永成革命回忆录》行世。